# (3519) Ambiorix
(3519) Ambiorix es un asteroide perteneciente al cinturón de asteroides, descubierto el 23 de febrero de 1984 por Henri Debehogne desde el Observatorio de La Silla, Chile.

## Designación y nombre
Designado provisionalmente como 1984 DO. Fue nombrado Ambiorix en honor al jefe de la tribu de los eburones Ambiórix.